# Крепость Антверпен
Крепость Антверпен (фр. Ligne de défense d'Anvers, нидерл. Stelling van Antwerpen) — система укреплений вокруг города и порта Антверпен, которая начала создаваться с 1859 года и являлась основой бельгийской оборонной системы вплоть до Второй мировой войны. 
До Первой мировой войны представляла собой двойное кольцо фортов, суммарная длина оборонительного обвода которого составляла 130 км. Во время Первой мировой войны крепость была захвачена немцами после 12 дней бомбардировки тяжёлой и сверхтяжёлой артиллерией. В межвоенный период форты были модернизированы и усилены противотанковым рвом. Во время Второй мировой войны крепость сыграла ограниченную роль, прикрывая отступление бельгийской армии к Шельде. После войны часть крепости попала в городскую застройку, часть фортов была уничтожена, сохранившиеся используются как музеи, либо находятся в частной или военной собственности.

## История

### Ранняя история
Вплоть до получения Бельгией автономии в 1830 году укрепления Антверпена состояли из испанских городских стен, ограниченных на юге Зёйдкастелом (что севернее Дворца Справедливости), а на севере — Нордерфортом, возле портового бассейна Каттенейкдок. Первые форты крепости (С. Филипп и С. Мари) были построены ещё во время 80-летней войны в 1584 году губернатором Алессандро Фарнезе, чтобы перекрыть поддержку Антверпена голландцами. Ещё три форта (Лифкенсхук, Лилло и Де-Перел) были построены голландцами для защиты от испанцев. Эти форты располагались в изгибе реки Шельда в Калло.

### Строительство фортовой крепости 1859—1864
В середине XIX века была изобретена нарезная артиллерия, которая имела значительно большую мощь, чем старая гладкоствольная, и первые такие орудия поступили на вооружение армиям Франции и Великобритании. После прихода к власти Наполеона III в 1851 году стало ясно, что бельгийская армия неспособна оказать достойное сопротивление в случае вторжения Франции.
Воссоздание обороны страны было решено осуществить обращением Антверпена в обширный укреплённый лагерь. Правительству было предложено два проекта. Один принадлежал начальнику бельгийского инженерного корпуса генералу де-Лануа, а второй — капитану генерального штаба Бриальмону. Для того, чтобы оценить проекты была учреждена специальная комиссия. Проект де-Ленуа напоминал укрепления Парижа 40-х годов XIX столетия, в то время как проект Бриальмона был разработан согласно новейшим требованиям военно-инженерного искусства. Однако именно по этой причине проект имел ещё мало сторонников и подвергся жёсткой критике со стороны комиссии. Всё же, для принятия окончательного решения было решено посоветоваться с ведущим фортификатором того времени и знаменитым защитником Севастополя Тотлебеном. Последний высказался однозначно в поддержку полностью отвечающего требованиям времени проекта Бриальмона, что и решило вопрос. В 1859 году проект крепости был утверждён бельгийской палатой представителей, в 1860 году начались работы под руководством самого Бриальмона.
Старая бастионная крепостная ограда эпохи XVI в. была разрушена, из всех старинных укреплений оставили только 2 испанских цитадели на северной (северная цитадель) и южной (цитадель Пачиотто) окраинах города, форт Дёрн и люнет Киль. На расстоянии 2 км от старой ограды возвели новую, полигонального начертания, состоящую из 11 капонирных фронтов. Протяжённость её составляла 11,5 км.
На иллюстрации 1 схематично изображён один из северных простых капонирных фронтов, прикрытый затопляемой местностью (наводнением). Она простреливается из небольших капониров (К), передняя часть которых взаимно прикрывается их фланговым огнём (направление флангового огня указано стрелками). Наружных построек здесь нет, вся сила такого типа фронта заключается во фронтальном огне из-за территории крепости и широких (до 60 м) водяных рвах (Р), получающих фланговую оборону из капониров. Таких фронтов было четыре (№ 1-4) на северной окраине города перед цитаделью.
На иллюстрации 2 схематично показан более сильный фронт, не прикрытый наводнением. Он имеет большой, на всю ширину рва, капонир (к) с двухъярусной пушечной обороной. Ров перед ним получает оборону из вспомогательных казематированных фланков (фк). Передняя часть представлена равелином (РВ) с казематированным траверсом (кт) для затыльного обстреливания противника. Перед равелином насыпан земляной гласис. Позади равелина располагается земляной редюит (рд), служащий одновременно контргардом, прикрывающим голову капонира. Рвы (р) равелина обстреливаются из казематированных полукапониров (п). Такое устройство имели фронты № 5-11 к югу и востоку от города.
Северная цитадель имела форму люнета-пятиугольника. Напольные фасы обстреливали реку, мосты и наводнения. С севера цитадель прикрывалась наводнениями, простирающимися до моря и границ Голландии, с юга она защищалась каналом и доками, а в крайнем случае также могла быть прикрыта наводнением, затопляющим местность вплоть до города. Функцией цитадели было обеспечение отступления гарнизона на левый берег Шельды по мостам, наводимым во время осады, между этой цитаделью и фортом С. Мари.
На расстоянии 3-4,5 км от ограды расположили кольцо из 8-ми бриальмоновских фортов от Вейнегема до Хобокена. Расстояние между фортами составляло около 2 км. Все форты были кирпичными и имели одинаковое устройство, хотя сам типовой проект был оригинальным для того времени. На иллюстрации 3 схематично изображён типовой проект бриальмоновского форта. Каждый форт имел форму неправильной шестиугольной звезды. Напольный (передний), а также два боковых фаса имеют полигональное начертание, горжевой (тыльный) фас — сочетание двух тенальных фронтов. Форт окружён водяным рвом вр, который простреливается из трёх капониров кп и двух полукапониров пкп. В горжевой части был расположен редюит р с двориком и сухим рвом ср (направление огня указано стрелками). Состоял из двухъярусных кирпичных казематов, вмещавших батальон пехоты и две батареи. На напольном фасе под валгангом располагались сводчатые галереи г, в которых могли занимать выжидательное положение две запряжённые батареи, предназначенные для вылазок. Артиллерия форта, включая установленные в капонирах, насчитывает 100 орудий.
В 1864 году постройка этих сооружений была окончена. В этом же году в редюите одного из фортов была установлена железная вращающаяся башня системы английского инженера Кольза, вооружённая двумя 150-мм орудиями.
В этом же году укрепления осмотрел инженер Тотлебен и признал, что по сравнению с другими западноевропейскими крепостями Антверпен является образцом современного военно-инженерного искусства.

### Форты 1870—1881 годов
Франко-Прусская война 1870—1871 показала, что новейшая немецкая артиллерия могла обстреливать Париж с расстояния 5 и более километров. Досягаемость пушек составляла 8,5, а мортир — 5,3 км. Кольцо бриальмоновских фортов Антверпена располагалось значительно ближе (3—4,5 км) к крепостной ограде и поэтому перестало служить препятствием для бомбардировки ядра крепости. Это угрожало располагаемым там складам и лишало гарнизон безопасного места отдыха. А если (как в случае Антверпена), ядро включало многолюдный город, это могло доставить коменданту немало проблем и даже привести к сдаче города из-за давления жителей (как в случае французских крепостей Туль и Страсбург). Вследствие этого, возникла необходимость в расширении крепости. Первый этап работ по расширению включал дополнение кольца номерных фортов фортами Мерксем, Звейндрехт и Крёйбеке. Постройка фортов длилась с 1871 по 1881 года. К югу от форта С.Мари была оборудована оборонительная плотина, которая использовала для обороны естественное препятствие — затопляемую местность. Также плотина была необходима для ограничения внешнего наводнения и образования внутри пастбищ. Вдобавок к этому, в 1872 году были перестроены старые укрепления Шельды (форты С. Филипп и де Де-Перел). С.Филипп после перестройки по проекту А. Бриальмона представлял собой броневую батарею из трёх броневых куполов, оснащённых двумя 150-мм орудиями каждый.
Также эта группа фортов была усилена грюзоновской батареей из закалённого чугуна на шесть 240-мм пушек, грюзоновскими батареями с бронебашнями, каждая на шесть пушек 280 и 240-мм калибра, и подводной встречной казематированной батареей для стрельбы минами Уайтхеда. Наконец, было заготовлено заграждение поперек реки для наводки между фортом С. Филипп и промежутком между фортами Де-Перел и С. Мари и построены по берегам земляные батареи. Для усиления обороны реки был сформирован отряд канонёрок.

### Работы в период 1878—1907
В 1872 году был предложен план постройки оборонительной линии по реке Рюпел. Линия должна была состоять из лежащих вокруг польдеров (затопляемых площадей). Однако, средств для возобновления строительства было недостаточно. Только в 1878 года было начато строительство фортов Валем (закончен в 1883, в 1890-х кирпичные постройки усилили бетоном) и Лир. Оба форта был тет-де-понами на реке Нете. В 1882—1889 годах на реке Рюпел был возведён форт Рюпелмонде. В 1888 году началось строительство форта Схотен (окончен в 1893). В 1886 году был построен редут Дюффель, чтобы защитить железную дорогу Антверпен — Брюссель. Ещё три редута (Ордерен, Берендрехт и Капеллен (1893—1897)) были построены для прикрытия затопляемых польдеров и дамб и железной дороги в Нидерланды. Наконец, в этот период (согласно акту 1902 года) были начаты форты Синт-Кателейне-Вавер и Стабрук. Они так и не были окончательно построены и вооружены к началу войны в 1914 году.

### Работы с 1907
Развитие новейшего оружия происходило столь быстро, что в 1900 году был утверждён комитет для пересмотра укреплений Антверпена. Этот комитет признал, что укрепления Антверпена уже не соответствуют ситуации, но не предложил какого-либо решения. В 1901 году была собрана комиссия, которая должна была рассмотреть три предложенных проекта расширения. Один из этих проектов принадлежал Бриальмону, но последний уже был в отставке, а его взгляды считались устаревшими. Предпочтение было отдано проекту тогдашнего начальника инженеров и крепостей генерала Лиенара, который, однако, сразу утверждён не был и только к 1907 году был переработан новым начальником инженеров и крепостей генералом Докнером, и уже в этом виде утверждён. План предполагал постройку нового оборонительного кольца перед фортами № 1—8 и линией Рюпел, как главной оборонительной линии. Планировалось построить 11 новых фортов и 12 укреплений. Для выполнения этих работ требовалась сумма в 46 640 000 франков, которую ассигновать сразу не могли, поэтому строительство растянулось на целых 7 лет, но и за это время многого сделать не успели. В результате к августу 1914 года оборонительная линия крепости оказалась недостроенной, технически несовершенной и недостаточно снабжённой артиллерией и боеприпасами.

## Крепость к началу Первой мировой войны

### Структура оборонительной линии
Суммарный обвод крепости имел протяжение около 130 км и подразделялся на 6 оборонительных секторов. В 1914 году, когда комендантом крепости был назначен генерал Дегиз, был прибавлен ещё один сектор, который составил центральный редюит обороны.
Главная крепостная позиция (первая линия обороны) была удалена от города на 9 км к северо-востоку и на 16 — к югу. Общая протяжённость этого внешнего обвода составляла 95 км. Позиция включала 17 фортов и 15 промежуточных укреплений (редутов).
Редуты обычно распределялись по одному на промежуток между двумя фортами с таким расчётом, чтобы расстояние между укреплениями не превышало 3 км. Исключение составляли межфортовые промежутки Конингсхойт — Синт-Кателейне-Вавер и Рюпельмонде — Хесдонек, где имелось по два промежуточных редута, и промежутки Брехем — Кессель, Кессель — Лиер, Уэлем — Бреендонек, которые редутов не имели, так как были хорошо прикрыты затопляемыми польдерами рек Шельда, Рюпел и Нете. Промежуточный редут между фортами Вавр-С.Катрин и Уэлем (Железнодорожный) был отнесён на 2,5 км назад от общей оборонительной линии к железной дороге Брюссель — Малин — Антверпен. На редут была возложена задача обороны последней.
Долговременных построек между фортами и редутами не имелось.
Вторую линию обороны образовала так называемая «охранительная ограда». Проект этой линии был утверждён в августе 1907 года. Согласно ему, охранительную ограду должна была образовать линия старых фортов. На северном и северо-восточном фронтах, от реки Шельда до форта № 1 должен был быть насыпан непрерывный вал с двойным водным рвом впереди. Работы над ним были едва начаты в 1914 году, поэтому главную преграду на этом участке представлял собой Турнхудский канал. На юго-восточном и южном фронтах, от форта № 2 до верхнего течения Шельды, предусматривалась постройка редутов, удалённых друг от друга на 500 м, и перестройка старых фортов (кроме упразднённого форта № 8) под пехотные укрепления. Между переделанными фортами и редутами планировалось расположить оборонительную железную решётку, подступы к которой должны были фланкироваться скорострельными орудиями, поставленными в укреплениях.
Третью линию обороны составляла старая центральная ограда 1859 года протяжённостью 11 км.
Полный список укреплений Антверпена представлен в таблице:
| Укрепления крепости                             | Укрепления крепости    | Укрепления крепости           |
| Форты главного обвода                           | Редуты главного обвода | Укрепления внутреннего обвода |
| Левый берег Шельды                              | Левый берег Шельды     | Левый берег Шельды            |
| ----------------------------------------------- | ---------------------- | ----------------------------- |
| Рюпельмонде (Стендорп)                          | Лауверсхук             | Крёйбеке                      |
| Хасдонк                                         | Ландмолен              | Звейндрехт                    |
| Южный сектор от Шельды до Кемпенского канала    |                        |                               |
| Борнем                                          | Пюрс                   | № 1                           |
| Лизеле                                          | Леттерхейде            | № 2                           |
| Брендонк                                        | Железнодорожный        | № 3                           |
| Валем                                           | Дорпвелд               | № 4                           |
| Синт-Кателейне-Вавер                            | Босбек                 | № 5                           |
| Конингсхойт                                     | Талларт                | № 6                           |
| Лер                                             | Массенховен            | № 7                           |
| Кессель                                         |                        | № 8                           |
| Брeхем                                          |                        |                               |
| Северный сектор от Шельды до Кемпенского канала |                        |                               |
| Улегем                                          | Схильде                | Мерксем                       |
| Гравенвезель                                    | Аудаен                 | С.Филипп                      |
| Схотен                                          | Дрэйхук                | Лифкенсхук                    |
| Брассхат                                        | Капеллен               | С.Мари                        |
| Эртбранд                                        | Смаутакер              | Де-Перел                      |
| Стабрук                                         | Ордерен                | Оборонительная плотина        |
| Берендрехт                                      | Дуденейк               |                               |

### Конструкция укреплений
Все укрепления нового обвода подразделялись на три категории. Первые две категории включали форты, последнюю — редуты.
Характерным представителем первой категории является новый форт Вавр-С.Катрин (начал строиться в 1902 году), один из сильнейших (по проекту), фортов. Форт представляет собой броневую батарею. Вал форта имел высоту 9 м над горизонтом и оснащался 16-ю броневыми башнями б 4-х типов: 1) б150 вооружённые 150-мм пушками , 2) б120 120-мм гаубицами, 3) б75 75-мм пушками и 4) б57 57-мм пушками. Под валом располагались просторные казематы кз с покрытием из сплошного бетона толщиной от 2,25 до 2,5 м, которые образовывали головную казарму. Нижний слой толщиной 1,25 или 1,5 м соответственно имел состав бетона 1:2:7.5 (цемент, песок, галька), верхний, толщиной 1 м, состава 1:2:5. Броневые закрытия бронебашен имели толщину 22 см прокатного железа (завод Круппа), в более новых образцах — 22 см никелевой стали (завод Коккериля).
Вал форта в был окружён со всех сторон водяным рвом р шириной в 40-50 м, что вызывалось высоким уровнем грунтовых вод. Ров, в свою очередь, с напольной части и флангов прикрывался земляным гласисом г, насыпь которого резко обрывалась у берега рва. Напольная часть рва фланкировалась из островного капонира ок. Сообщение с капониром осуществлялась не через потерну, а по открытой плотине п, что было, конечно же, ненадёжно. Закруглённая часть рва обстреливалась фронтальным и косым огнём из башен бс со скорострельными орудиями, находившимися над капониром. Боковые рвы фланкировались из плечевых полукапониров пк. Фланкирование промежутков осуществлялось двухэтажным горжевым капониром гк, примыкавшим к горжевой казарме к. Горжевая казарма связывалось с казематами головной казармы центральной потерной.
Главным недостатком этого типа является ошибочное совмещение в одно целое форта и батареи, расположенных на тесном пространстве, что вызывало быстрое разрушение всех элементов укрепления. Высокий вал делает форт хорошо заметной издали целью для артиллерийских наблюдателей. Ещё одним серьёзным недостатком форта было несоответствие бетонных и броневых закрытий форта современному развитию артиллерии (особенно германской), что показали Березанское опыты 1912 года.
Форты второго разряда имели меньшие размеры, не имели головного островного капонира, функцию которого выполняли плечевые капониры, каждый из которых фланкировал половину напольного рва и боковой ров. Эти капониры с поля были прикрыты земляными масками, опиравшимися на откосные крылья капониров. Вооружение фортов второй категории было слабее, чем первой, будучи размещено в 7-10 бронебашнях. Примером такого форта является форт Брехем в восточном секторе крепости. Все остальные элементы фортов первой категории (горжевая и головная казармы, промежуточный горжевой капонир, вал, ров и гласис перед ним) присутствуют и в этих фортах.
Третью категорию укреплений нового крепостного обвода представляли промежуточные долговременные редуты между фортами. На иллюстрации показано устройство таких редутов. Это укрепление овальной формы с гласисообразным бруствером, окружённое водным или сухим рвом р. Водный ров имеет ширину 19, сухой — 16 м. На дне сухого рва располагается проволочная сеть. На напольном фасе редута имеется бетонный массив с бронебашней Б, пороховым погребком и убежищем для артиллерийской прислуги. Вооружение башни представлено 75-мм пушкой. В горже расположена бетонная казарма К с примыкающими к ней двумя промежуточными полукапонирами пк (так называемыми традиторными батареями). Капониры вооружены 75-мм пушками и 120-мм гаубицами. Своды бетонных построек имеют толщину 2 м, тыльные стены — 2,5 м. Ров получает только фронтальную оборону, кроме тыльной его части, которая обстреливается из нижних этажей полукапониров. В мобилизационный период редуты окружались снаружи проволочной сетью пс шириной 12 м. Гарнизон редута обычно составляла одна рота.

### Состояние работ перед началом войны
Почти все форты главной линии, включая Вавр-С.Катрин и Стабрек (постройка которых была начата ещё в 1902 году) были не закончены: не имели установленных броневых башен или для последних не были готовы бетонные колодцы, не были установлены прожекторы, не было налажено электрическое освещение казематов. Последние не были оборудованы вентиляцией, не было телефонной связи. Многие форты были недоукомплектованы артиллерией и недостаточно снабжены боезапасами для неё. Большая часть редутов также не была завершена и не имела долговременных преград. Вместо этого их всего лишь окружили проволочными сетями и фугасами.
На второй линии обороны дела обстояли следующим образом. Переделка старых фортов не была завершена. Редуты возвели, но земляные, без долговременных преград, причём их было построено всего по два между старыми фортами и пять от форта № 7 до верхнего течения Шельды. Железная решётка между укреплениями к августу 1914 также закончена не была.

### Результаты Березанских опытов 1912 года
В 1912 году на казённом острове Березань (близ Очакова) российским правительством были проведены артиллерийские опыты на сопротивляемость современных фортификационных конструкций новым образцам артиллерии. Среди испытываемых построек были броневые башни заводов Коккериль, Сен-Шамон, скрывающаяся установка инженера Фабрициуса и другие виды броневых закрытий. Стрельба осуществлялась из новых 280-мм гаубиц, 155-мм крепостных гаубиц образца 1909 года и других орудий меньшего калибра.
Делегатом от Бельгии на березанских опытах был профессор инженерно-артиллерийской академии Дегиз. Убедившись в том, какие разрушения могут производить 280-мм бомбы в бетоне и броневых закрытиях, он понял, какими крупными техническими недочётами обладали новые антверпенские форты. По возвращении на родину он подал рапорт начальству о необходимости провести соответствующие усовершенствования в укреплениях крепости, но рапорт был проигнорирован, а бельгийский военный министр по давлением окружения был не склонен придавать серьёзное значение словам Дегиза. В результате, Антверпенская крепость пребывала в прежнем состоянии, которое уже не соответствовало современным требованиям.

## Крепость в Первой мировой войне

### Подготовка крепости к осаде
Тотчас после вступления бельгийской полевой армии в Антверпен комендант крепости генерал Дюфур в своем докладе главному командованию обрисовал состояние крепости в очень мрачных красках. Редуты ещё не имели ни рвов, ни фланговой обороны. Межфортовые промежутки были слабы и требовали большого количества живой силы для прикрытия. Старые форты и редуты между ними не имели ни искусственных препятствий, ни фланговой обороны. Поскольку к северу от форта № 1 сплошная ограда не была закончена, доступ к городу с севера был совершенно открыт для неприятеля. Крепостная артиллерия имела много старых орудий; лишь двенадцать 150-мм пушек Круппа и двенадцать 150-мм пушек Шнейдера принадлежали к числу новейших образцов.
Для исправления всех указанных недочетов крепостные войска энергично работали с конца августа, но, конечно, многого сделать не смогли. В межфортовых промежутках не было ни убежищ, ни блокгаузов, ни бетонированных погребов. Здесь были лишь возведены окопы со слабыми деревянными убежищами, которые, к тому же, не могли быть углублены в землю на достаточную глубину из-за высокого уровня грунтовых вод. Делать большие земляные обсыпки не стали, чтобы не демаскировать позиции, а небольшие обсыпки не давали надёжной защиты даже от снарядов 150-мм пушек. В фортах, в которых не были готовы броневые колодцы для броневых башен, передовая броня, при установке башен, снаружи обсыпалась камнем и земляными мешками, политыми цементным раствором. Электрическая и телефонная установки не были закончены. В крепости находился лишь один привязной шар и несколько аэропланов с неопытными летчиками.
Из подготовительных работ удалось выполнить следующие: укрепление линии высот Пют-Гейст-оп-ден-Берг; постройка нескольких военных мостов через реки Эско и Рюпел; постройка круговой железной дороги позади южного фронта; установка в 1 500 м впереди этой железной дороги полевой артиллерии крепости; устройство наводнения вдоль реки Нета и в районе нижнего течения Эско.
8 сентября был комендантом крепости на смену генералу Дюфуру был назначен профессор инженерно-артиллерийской академии генерал Дегиз.

### Боевые действия у крепости до начала штурма
После падения крепости Льеж, бельгийская армия стала отступать на запад и, 20 августа, отошла под защиту крепостных фортов. После этого основные немецкие силы были задействованы на наступлении во Франции. Тем временем, германский наблюдательный отряд перерезал все пути, ведущие от Антверпена к югу и стал ожидать прибытия осадной артиллерии от осаждённых Намюра и Мобёжа. Осадная артиллерия начала прибывать только в середине сентября, поэтому осада не могла быть начата ранее, чем в конце этого месяца.
В ожидании штурма бельгийские войска постоянно проводили вылазки из крепости. Первая вылазка была осуществлена 24-26 августа; бельгийские войска сначала смогли продвинуться вперёд, но, встретив сильное сопротивление, отошли к крепости. Вторая вылазка была произведена 9-13 сентября с целью оказать содействие союзным армиям, сражавшимся в это время на реках Марне и Эн, путем удержания под крепостью германских резервов, которые могли быть туда. До 11 сентября бельгийцы продвигались успешно, но 11-13 сентября снова были оттеснены к крепости. Тем не менее, атака достигла своей цели — немцам пришлось удержать возле крепости 9-й резервный корпус и некоторые части 15-го корпуса. Третья вылазка состоялась 25 сентября, чтобы отбросить левый фланг немцев и этим помочь союзникам в сражении севернее Соммы. Но, так как немцы начали установку осадных батарей и бельгийцы ожидали штурма со дня на день, эта атака не получила развития. На следующий день бельгийцы снова отошли под защиту фортов.

### Штурм
Численность немецкой группировки, осаждавшей Антверпен, составляла 50 000 человек при 177 тяжёлых орудиях. Гарнизон Антверпена составлял 60 000 человек.
Обширные размеры Антверпена и затопления польдеров бельгийцами делало невозможным полное обложение крепости. Приходилось довольствоваться атакой на узком фронте, оставив крепости свободу сообщения с внешним миром, поставив цель овладеть крепостью как можно скорее. Это было необходимо по двум причинам. Во-первых, нужно было освободить прикованные к крепости войска для полевых операций во Фландрии. Во-вторых, нужно было не допустить, чтобы Антверпен вошёл в состав общего фронта союзников, и завершить осаду, пока он изолирован. Вторая причина становилась ещё более значимой ввиду того, что в первых числах октября британцы высадили 30 000 человек в Остенде для отправки их на помощь крепости. 9 октября к ним должны были присоединиться ещё 23 000 человек.
К вечеру 27 августа немецкая пехота заняла расположение, выбранное для атаки.
Атака началась 28-го августа бомбардировкой фортов Уэлем, Вавр-С.Катрин, Кёнингсхойт и Лиер 305-мм и 420-мм орудиями и редутов Дорпфельд и Бошбек 210-мм орудиями. На следующий день обстрел этих фортов продолжился; началась бомбардировка фортов линии Рюпел, особенно Бреендонека. Из-за сильного огня бельгийская пехота отступила за линию фортов. Были сильно повреждены форты Уэлем, Вавр-С.Катрин, редут Латерхейде, некоторые промежуточные батареи и проволочные заграждения между ними. В тяжёлом положении находился форт Уэлем: его артиллерия уже не могла противостоять немецкой, раненый комендант и остатки гарнизона с часу на час ожидали штурма.
30 сентября подверглись разрушению форты Кёнингсхойт, Лиер и редут Дорпфельд. 1-я бельгийская дивизия отошла на правый берег реки Нете. Немецкая пехота 3-го резервного корпуса придвинулась вплотную к линии фортов.
1 октября пали форт Вавр-С.Катерин и редут Дорпфельд, 2-я бельгийская дивизия отошла к реке Нете. 2-го пали форты Уэлем, Лиер и Кёнингсхойт, а также редуты Бошбек, Таллер и Железнодорожный. В этот день германская морская дивизия продвинулась до реки Нете при слиянии её с Дилем. 3 октября пал редут Дюффель. Все эти укрепления были оставлены бельгийцами, главным образом, под действием неприятельского артиллерийского огня, и германская пехота занимала их лишь при слабом сопротивлении; пехотные бои велись исключительно на промежутках, где бельгийская пехота пыталась задержать продвижение германцев, но, теряя постепенно опорные пункты и обходимая с флангов, к 4 октября была оттеснена за реку Нете. На линии Рюпель в эти дни велась лишь перестрелка и происходили мелкие столкновения между передовыми частями.
5 октября противнику удалось закрепиться на правом берегу реки Нете. В этот же день пал форт Кессель. В ночь с 5 на 6 октября бельгийцы и подошедшие им на помощь англичане сделали попытку отбросить немцев за реку, но потерпели неудачу.
6 октября немцы начали обстрел внутренних фортов, а их позиции находились на расстоянии 2 км от последних. Началась бомбардировка форта Марксем. Положение крепости стало критическим несмотря на прибытие двух английских морских бригад общей численностью 7000 человек.
7 октября в 16:00 немцы потребовали сдачи крепости. Был получен отказ, и германские батареи 8 октября начали обстрел города. В этот же день пали форт Брехем и редут Массенховен. Весь этот день последние войска союзников покидали крепость.
9 октября комендант Антверпена передал немцам город и центральную ограду. После этого нескольких часов сопротивлялись северные форты, С.Мари, Шоотен и Стабрек, но после угрозы германцев возобновить обстрел города они прекратили огонь. 10 октября комендант Антверпена генерал Дегиз, находившийся на форту С.Мари, сдал германцам и остальные форты. В руки противника попало несколько сот орудий и большое количество различных запасов, в то же время количество пленных было весьма незначительно.

## Интербеллум и Вторая мировая война
В Первую мировую стало очевидно, что концепция укрепление границ системой фортовых крепостей изжила себя, а на смену ей приходят УРы и оборонительные линии. После Первой мировой войны форты Антверпенской крепости больше не рассматривались как основа оборонительной мощи страны, и их роль была сведена к поддержке действий пехоты.
Между двумя мировыми войнами в фортах были произведены лишь небольшие изменения. Они включали:
- Перевооружение, при котором часть старых орудий были заменены на лёгкие и тяжёлые пулемёты. Старые орудийные башни были заменены так называемыми «Арби», полукруглыми бронированными бункерами. На каждый форт приходилось по 6 таких бункеров.
- Частичное усиление сводов бронёй и железобетоном.
- Оборудование вентиляции и газонепроницаемых помещений.

Упразднённые форты служили складами.
Более того, в 1937—1939 годах укрепления были усилены противотанковым рвом, который тянулся от Берендрехта до Альберт-канала около Массенховена. Противотанковый ров образовал кольцо вокруг Антверпена на расстоянии 15 км от центра города. Длина его составляла 33 км. Ров имел 15 шлюзов для регулировки уровня воды. Шлюзы были защищены бункерами. Из 15 бункеров были построены 13, от оставшихся двух отказались. Два оставшихся шлюза защищались фортами и укреплёнными позициями. Шлюзовые бункера имели на вооружении 13.2-мм пулемёты.
Во время Второй мировой войны форты сыграли ограниченную роль. После начала атаки на Бельгию бельгийская армия 14 мая отступила за Альберт-канал на линию Кёнингскхойт-Вавр. 16—17 мая несколько фортов держали оборону, чтобы прикрыть отступление армии на Вестхоек.
Немцы использовали укрепления во время Второй мировой войны. Несколько фортов использовались как склады. Форт Бреендонек использовался как промежуточный лагерь перед депортацией населения в Германию. В нём были казнены около 300 человек. Сегодня там находится национальный мемориал.

## Нынешнее время
Малые форты № 1-7 были разрушены во время постройки стены Бриальмона, кроме форта 2, который является частью нынешней спортарены. Бриальмоновские форты 2-8 всё ещё существуют. Форт № 1 (Вейнегем) был разрушен в 1959 году (когда ему было 100 лет) во время постройки торгового центра Вейнегем и прокладки дорог N12 и R11.
Из фортов, над которыми работы велись в 1870 году ещё существуют Мерксем, Грюибек, С. Филипп и Цвиндрехт. Форт де Перель был разрушен немцами во время Второй мировой войны. Руины форта были ликвидированы в 1958 году.
Все форты периода 1877—1883 годов (Уэлем, Лиер, Рюпельмонд, Шоотен) сохранились до наших дней. Из периода 1883—1893 годов сохранились укрепления Дюффель и Капеллен. Все форты постройки 1906—1914 годов остались невредимыми. Редуты Ордерен и Беренрехт были снесены в связи с расширением антверпенского порта. Редут Массенховен в 1976 году был разрушен для постройки резервуара питьевой воды около Альберт-канала. Все остальные редуты сохранились. Редуты Смутаккер и Шильд были взорваны при отступлении бельгийцев во время Первой мировой.
Из Бриальмоновских фортов № 2-8 два являются музеями, два — заповедники, один — коммунальная собственность, один — зона отдыха, один принадлежит Антверпенскому университету. Из фортов периода после 1870 года два остаются военной собственностью, один — рекреационный комплекс, один — заповедник. Из фортов периода 1883—1893 годов один используется военными, один — заповедник, один — коммунальная собственность (ранее Министерство финансов), один принадлежит стрелковому клубу (совместно с клубом радиолюбителей). Редут Капеллен используется военными, редут Дюффель — частная собственность и будет открыт для общественности после обслуживания, финансируемого европейскими фондами. Форт Вавр С.Катрин был перестроен под дома отдыха. Форт Стабрек — рекреационная зона (пейнтбол). Из фортов периода 1906—1914 годов три используются военными, один перестроен под дома отдыха, один — под дома рыболовов, два являются музеями, два — частная собственность и три — рекреационная зона.
Многие форты сейчас служат местом зимовки летучих мышей (Бриальмоновские форты № 2-8 и 11 позднейших фортов). Самое большое количество мышей зимует в форту Браскат: от 800 до 900 особей. Остальные форты содержат меньшее количество — от 20 до 300.